# Єжи Бженчек
Єжи Юзеф Бженчек (пол. Jerzy Józef Brzęczek, нар. 18 березня 1971, Трусколяси) — польський футболіст, що грав на позиції півзахисника. По завершенні ігрової кар'єри — тренер. У 2018—2021 року очолював тренерський штаб збірної Польщі. Дядько польського футболіста Якуба Блащиковського.

## Клубна кар'єра
Вихованець клубу «Ракув», але на професійному рівні розпочав виступати за команду «Олімпія» (Познань), в якій з 1988 по 1992 рік провів 107 матчів у вищому дивізіоні Польщі.
1992 року Єжи став гравцем головного познанського клубу «Лех», з яким у тому ж сезоні 1992/93 став чемпіоном Польщі. Після цього Бженчек перейшов у «Гурник» (Забже), де провів півтора року, а другу половину сезону 1994/95 догравав у ГКС (Катовіце).
1995 року Бженчек перейшов у австрійський «Тіроль». Відіграв за команду з Інсбрука наступні два з половиною сезони своєї ігрової кар'єри. Більшість часу, проведеного у складі «Тіроля», був основним гравцем команди. Згодом протягом 1998 року виступав за ЛАСК (Лінц), а на початку 1999 року став гравцем ізраїльського «Маккабі» (Хайфа).
У 2000 році Бженчек повернувся у «Тіроль», з яким двічі поспіль став австрійським чемпіоном. У 2002 році, після банкрутства клубу, Єжи перейшов у «Штурм» (Грац), а потім недовго грав за «Каринтію».
Влітку 2004 року до австрійської Бундесліги вийшов «Ваккер-Тіроль», що був формальним правонаступником «„Тіроля“». У цій команді Бженчек провів нааступні три роки, але після сезону 2006/07 його контракт не був поновлений за рішенням нового тренера «Вакера» Ларса Сендергора.
Влітку 2007 року, після дванадцяти років гри за межами Польщі, підписав контракт на один рік з «Гурником» (Забже), який 15 квітня 2008 року було продовжено ще на один рік. У січні 2009 року він припинив контракт з клубом і на правах вільного агента перейшов у «Полонію» (Битом), де він був граючим помічником головного тренера Марека Мотики. Влітку 2009 року Бженчек закінчив свою ігрову кар'єру.

## Виступи за збірну
1992 року дебютував в офіційних матчах у складі національної збірної Польщі. Протягом кар'єри у національній команді, яка тривала 8 років, провів у формі головної команди країни 42 матчі, забивши 4 голи. Він також був капітаном олімпійської збірної, яка у 1992 році футбольному турнірі Олімпійських ігор у Барселоні виграла срібну медаль.

## Кар'єра тренера
На початку лютого 2010 року Бженчек став головним тренером «Ракува». Після серії невдалих матчів контракт з клубом був припинений 3 листопада 2014 року на прохання головного спонсора. 
17 листопада 2014 року він став тренером «Лехія» (Гданськ), втім вже 1 вересня 2015 року він був звільнений. 
З кінця вересня 2015 року він був тренером ГКС (Катовіце). 20 травня 2017 року, після того, як клуб програв у матчі проти аутсайдера Першої ліги МКС (Ключборк) і втратив шанси на вихід в Екстракласу, він пішов у відставку. 
11 липня 2017 року він став новим тренером «Вісли» (Плоцьк), з якою зайняв п'яте місце у сезоні 2017/18. 
12 липня 2018 року, після вкрай невдалого виступу збірної Польщі на чемпіонаті світу 2018 року, Бженчека призначили новим тренером «кадри» замість Адама Навалки. Офіційна презентація була намічена на 23 липня 2018 року.

## Титули і досягнення
- Чемпіон Польщі (1):

«Лех» (Познань): 1992–93
- Чемпіон Австрії (2):

«Тіроль»: 2000–01, 2001–02
- Срібний олімпійський призер: 1992

### Особисте життя
Син Єжи, Роберт, також займався футболом. Бжечек також є вуйком (дядьком по матері) іншого польського футболіста Якуба Блащиковського.